# Polisportiva Manlio Cavagnaro 1941-1942
Questa voce raccoglie le informazioni riguardanti la Polisportiva Manlio Cavagnaro nelle competizioni ufficiali della stagione 1941-1942.

## Rosa
| N. |                   | Ruolo | Calciatore      |
| -- | ----------------- | ----- | --------------- |
|    | Italia (bandiera) | D     | Armando Argenti |
|    | Italia (bandiera) | A     | Pietro Beltrame |
|    | Italia (bandiera) | A     | Natale Biddau   |
|    | Italia (bandiera) | P     | Amedeo Bobbio   |
|    | Italia (bandiera) | D     | Giovanni Bonino |
|    | Italia (bandiera) | A     | Bruno Borri     |
|    | Italia (bandiera) | C     | Vittorio Bulla  |
|    | Italia (bandiera) | A     | Tullio Costa    |
|    | Italia (bandiera) | A     | Livio Gennari   |

| N. |                   | Ruolo | Calciatore      |
| -- | ----------------- | ----- | --------------- |
|    | Italia (bandiera) | C     | Antonio Ivaldi  |
|    | Italia (bandiera) | C     | G. Ivaldi       |
|    | Italia (bandiera) | C     | Mario Lavagetto |
|    | Italia (bandiera) | C     | Giovanni Muroni |
|    | Italia (bandiera) | D     | G. Pegorer      |
|    | Italia (bandiera) | D     | Luigi Poggi     |
|    | Italia (bandiera) | C     | Bruno Solari    |
|    | Italia (bandiera) | C     | Giovanni Vanara |
|    | Italia (bandiera) | D     | Gino Vignolo    |